# Київське відділення Імператорського Російського технічного товариства
Ки́ївське відді́лення Імпера́торського Росі́йського техні́чного товари́ства — наукове товариство в Києві, місцеве відділення Російського технічного товариства. Засноване 1871 року в Городищі, 1874 року центр перенесено до Києва. На початку свого існування спеціалізувалося на цукровій промисловості, а 1888 року перетворене на загальнотехнічне з трьома відділами: Цукровим, Фотографічним та Механіко-будівельним. У наступні роки створено ще п'ять відділів. Під час Першої світової війни відділення долучилося до підтримки російської армії. Ліквідоване 1919 року.

## Заснування
1866 року в Санкт-Петербурзі засновано Російське технічне товариство. 1870 року професори Київського університету Святого Володимира Петро Алексєєв, Старіон Ходецький, Павло Ромер, Іван Рахманінов та інженер Михайло Толпигін подали ініціативу про створення у Південно-Західному краї місцевого відділення товариства. 3 січня вони провели перші збори й подали звернення голові Російського технічного товариства князю Петру Кочубею з відповідним проханням. 22 грудня 1870 року міністр внутрішніх справ Російської імперії Олександр Тімашев підписав дозвіл на відкриття Київського відділення Російського технічного товариства. Голова товариства князь Кочубей надіслав до Києва повідомлення про це.
Урочисте відкриття та перші загальні збори відділення відбулися 8 січня 1871 року. Тоді було обрано керівний склад відділення:
- голова — Петро Алексєєв;
- товариш (заступник) голови — Михайло Толпигін;
- секретар — Павло Чубинський;
- товариш (заступник) секретаря — Микола Преснухін.

Також обрано трьох дійсних та чотирнадцятьох неодмінних членів відділення.
Заснування Київського відділення Російського технічного товариства пов'язане з основною ціллю його засновників — сприяти розвитку цукрової промисловості Київської та сусідніх губерній. Засновники відділення обрали своїм осідком місто Городище Київської губернії, де розміщувався цукровий завод. 1874 року, коли у відділенні було вже 179 членів, його центр перенесли до Києва.

## Структура
Головним документом, що регламентував діяльність відділення, була інструкція Київського відділення Російського технічного товариства з цукрової промисловості.
Керівним органом відділення, що вирішував найважливіші питання, були загальні збори. Звичайні загальні збори скликалися щороку у квітні, червні та серпні, а надзвичайні — за необхідності. Загальні й технічні питання вирішувала Рада відділення, до якої входили голова, його товариш, секретар та неодмінні члени відділення. Представником відділення на рівні петербурзького товариства були голова та його товариш.
За час існування товариства його очолювали троє діячів:
- Петро Алексєєв (1871—1873)[5];
- Микола Бунге (1873—1906);
- Георгій Де-Метц (1906—1918)[6][7].

Друкованим органом установи був журнал «Записки Київського відділення Російського технічного товариства з цукрової промисловості», що видавався до 1916 року. У 1878—1881 роках до «Записок…» друкувався додаток під назвою «Технічний листок». Іншими офіційними друкованими виданнями відділення були «Щорічник з цукрової промисловості» (1881—1913) та «Инженер» (1907—1917). Річні звіти діяльності відділення публікували також у газеті «Кіевлянинъ».

## Будівля
Від 1871 до 1874 року Київське відділення Російського технічного товариства базувалося в місті Городище при цукровому заводі Яхненків та Симиренків.
1874 року відділення перенесли до Києва. Спершу збори відділення проводили в особняку Берестовського на Софіївській вулиці, у будівлі на вулиці Великій Володимирській, 34 поблизу міського театру та будинку на вулиці Хрещатик, 40. Згодом засідання проводили в приміщеннях Київської міської думи, міської біржі, Організації штучних мінеральних вод. У 1895—1913 роках відділення винаймало будівлю на вулиці Хрещатик, 10, де також містилися редакції друкованих органів установи: «Записок Київського відділення…» та журналу «Инженер».
1896 року під час святкування 25-річчя відділення його член Аким Сироткін запропонував звести для установи окрему будівлю. 1904 року Рада відділення створила будівельний комітет, очолений меценатом Василем Симиренком. 1910 року комітет очолив голова відділення Георгій Де-Метц.
Міська влада виділила відділенню ділянку землі на вулиці Маловолодимирській (з 1911 року — вулиця Столипінська, зараз — вулиця Олеся Гончара). Під керівництвом архітектора Олександра Кобелєва в 1911—1914 роках зведено будинок Київського відділення Російського технічного товариства, де воно діяло до своєї ліквідації в 1919 році. Перше засідання зборів у новій будівлі відбулося 14 лютого 1914 року.

Будівлі, в яких засідало Київське відділення Російського технічного товариства
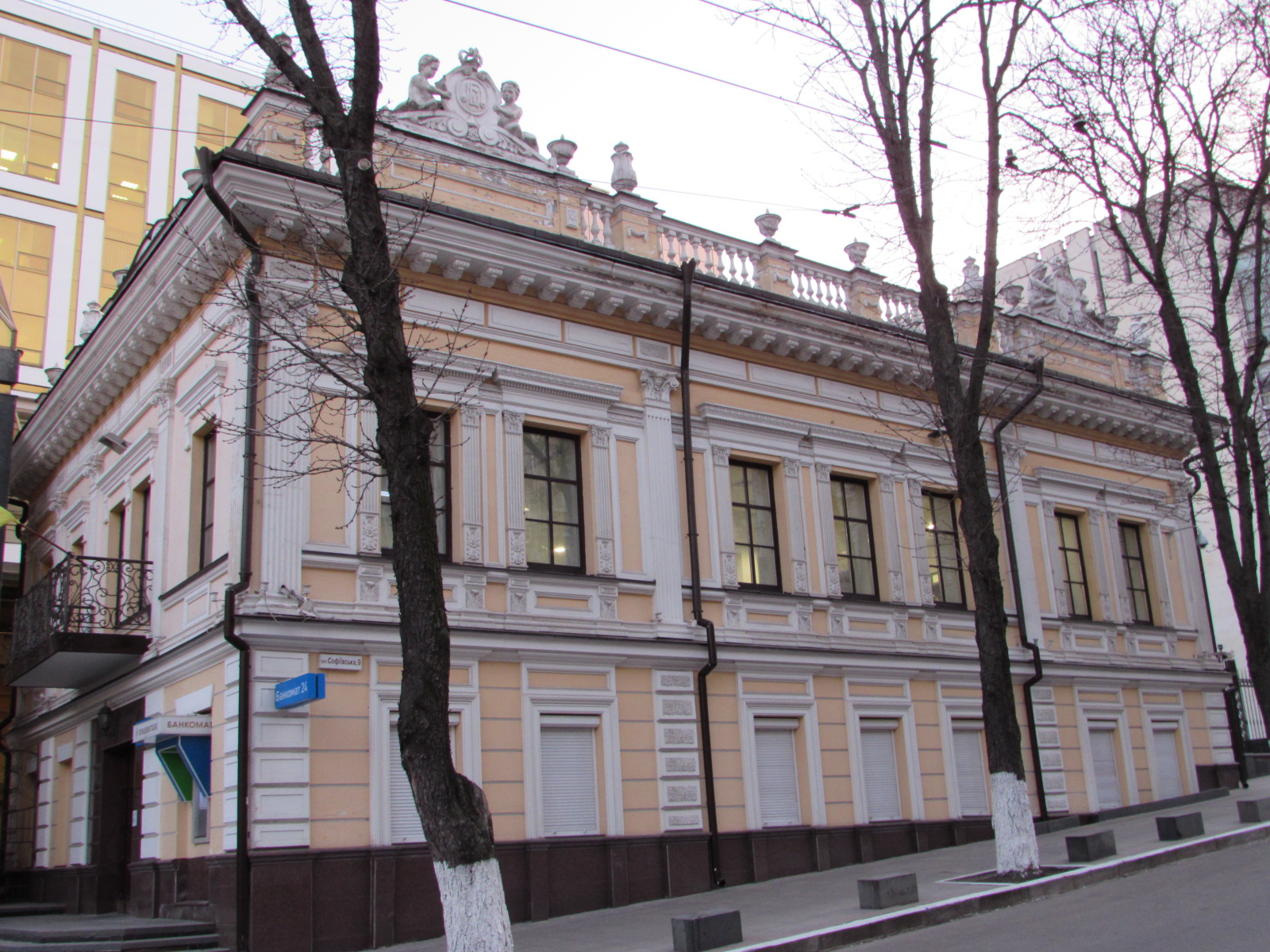
Особняк Берестовського на Софіївській вулиці, 9
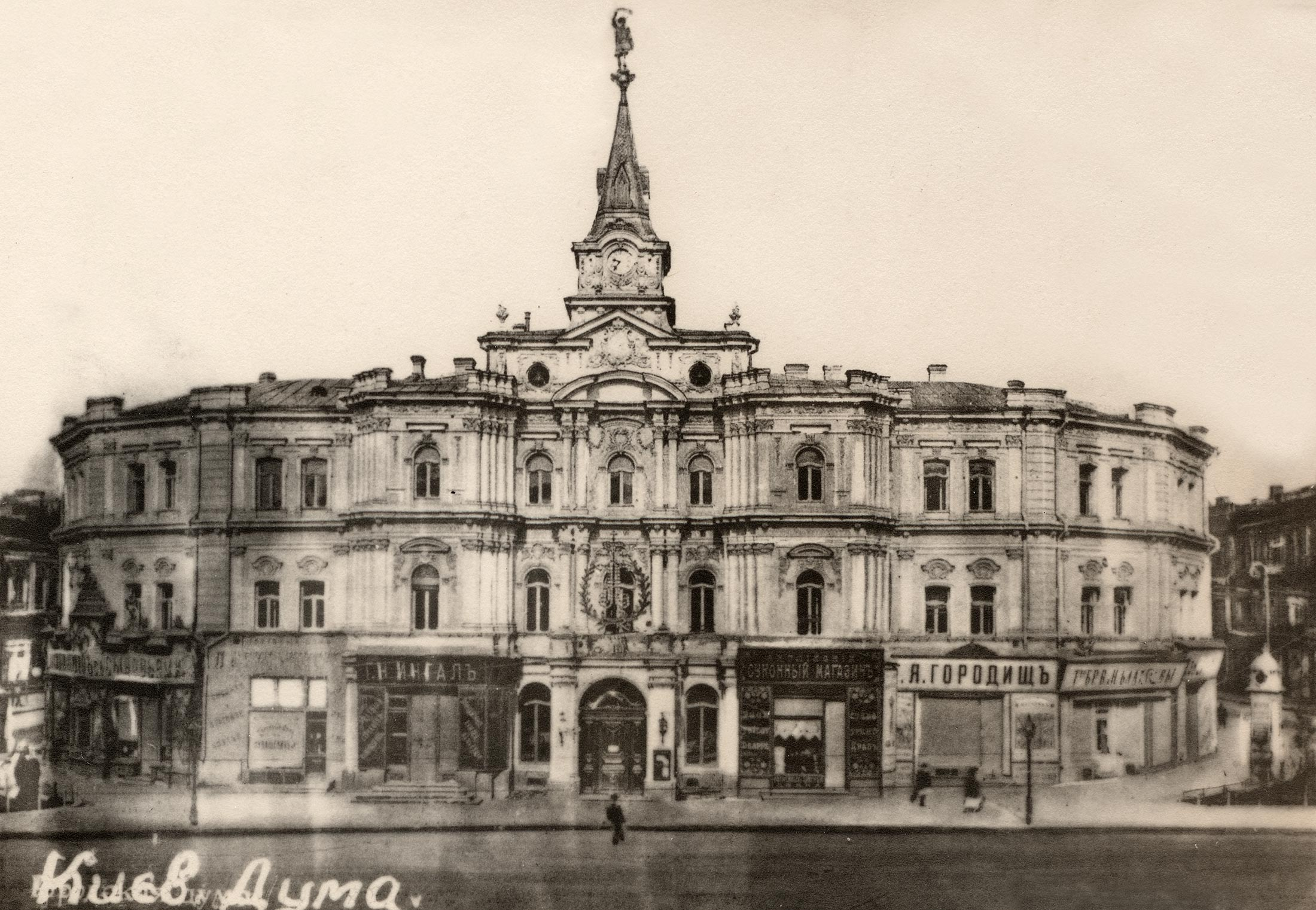
Київська міська дума
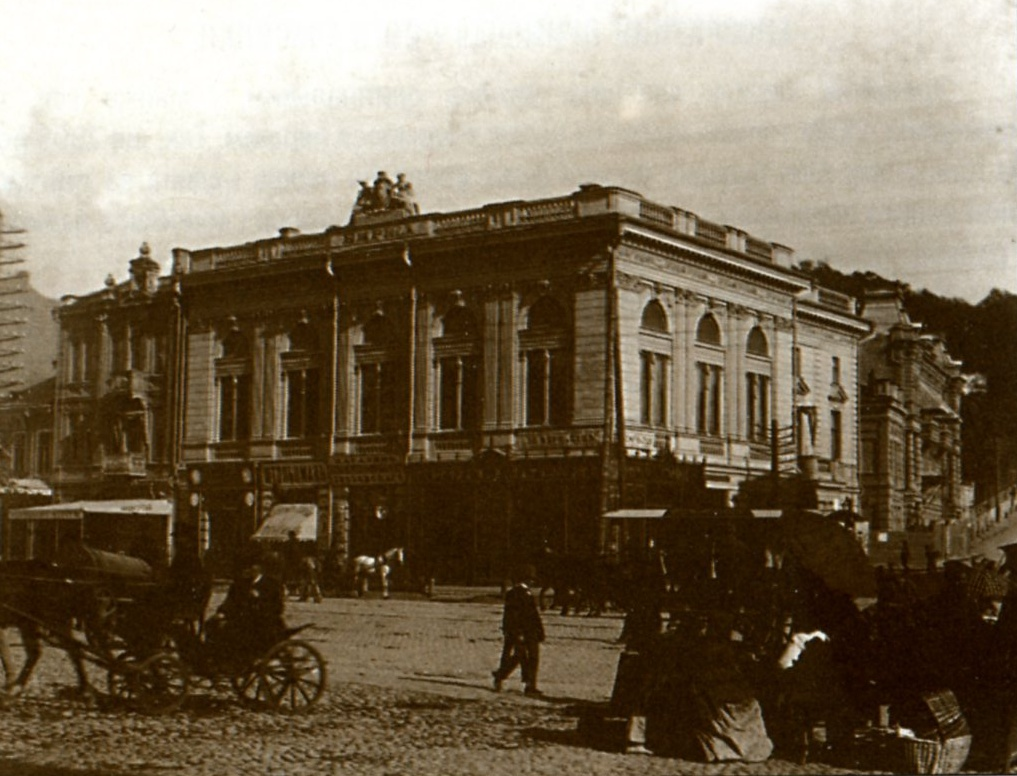
Київська міська біржа
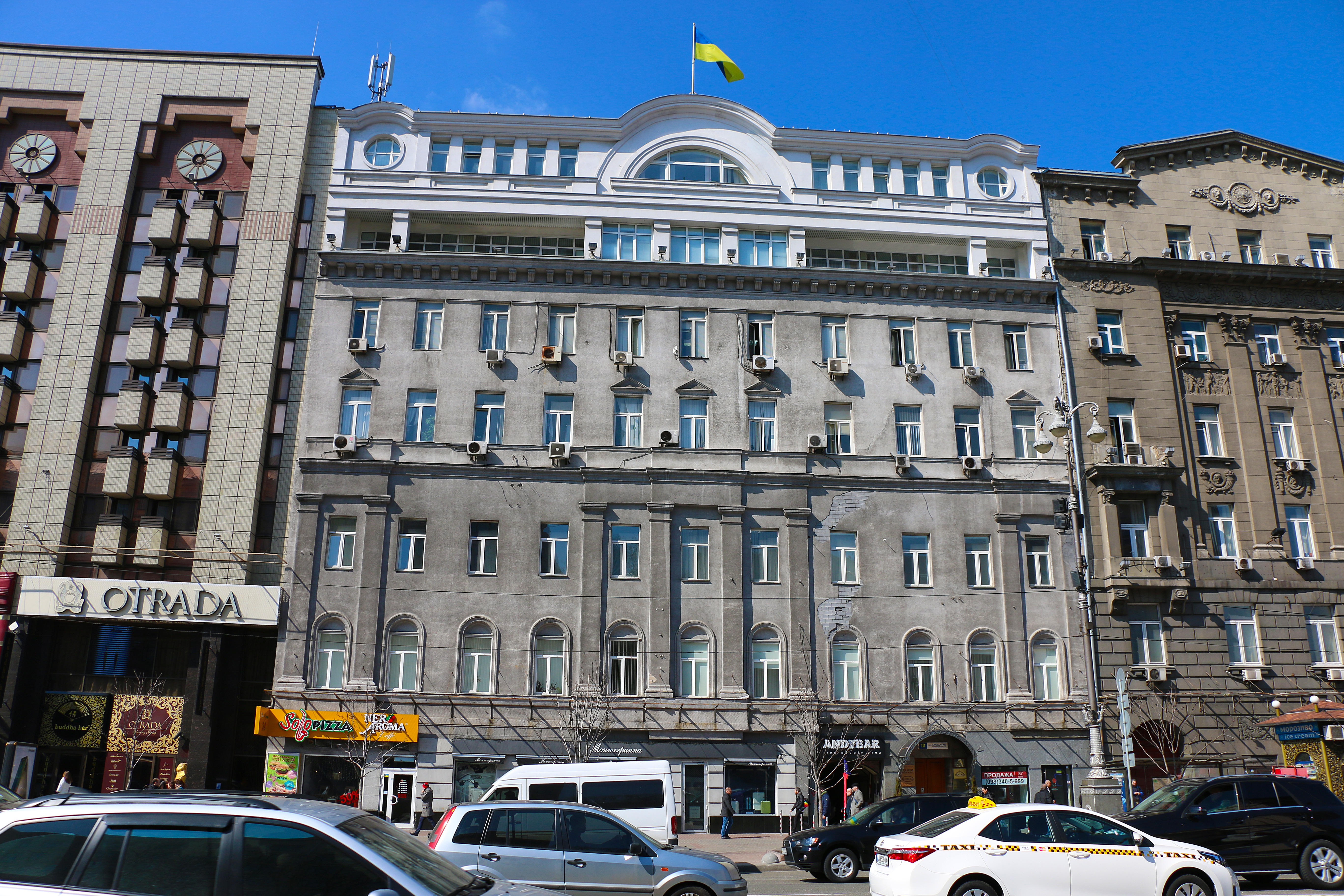
Прибутковий будинок на вулиці Хрещатик, 12
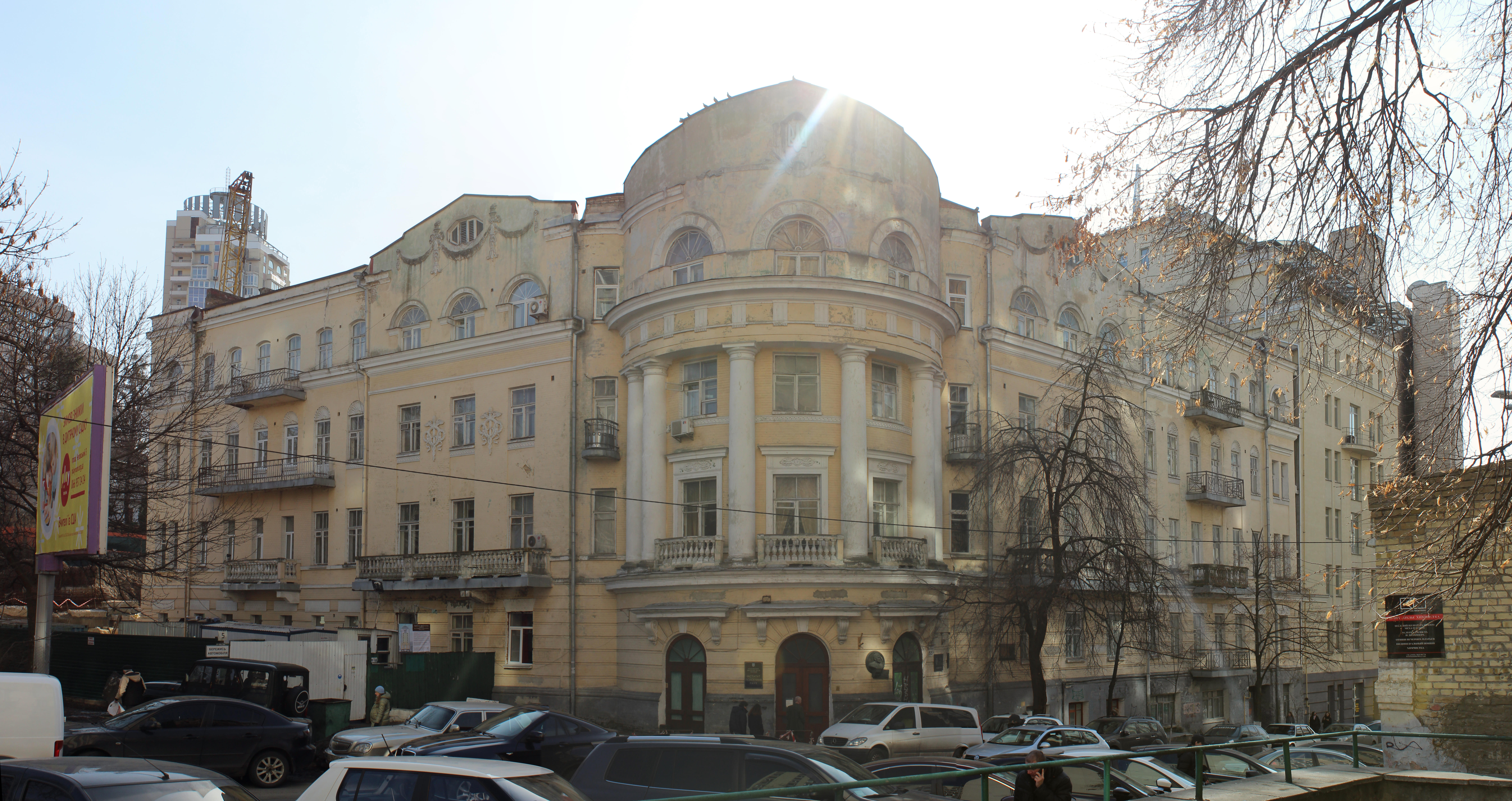
Власна будівля відділення

## Відділи
На початку свого існування Київське відділення Російського технічного товариства було спеціалізоване виключно на цукровій промисловості. Цій галузі на початку існування відділення були присвячені його друковані органи. У 1873, 1876 та 1878 роках товариство надсилало своїх членів з експозиціями на Всесвітні виставки. Експозиції відділу, присвячені цукровій промисловості, на виставці 1873 року у Відні здобули бронзову медаль, а на виставках 1876 року у Філадельфії та 1878 року в Парижі — золоті медалі. У 1873 році відділення своєю експозицією представляло цукрову промисловість Російської імперії на Щорічній міжнародній виставці у Лондоні, за результатами якої іменні медалі від комісіонерів королеви Великої Британії одержали О. Яхненко, Василь Симиренко, Олексій Бобринський та Микола Черіковський.
З перенесенням до Києва центру відділення та управління Південно-Західної залізниці до товариства почали вступати спеціалісти з інших галузей. Деякі з них 17 лютого 1880 року підписали звернення з проханням створити у складі Київського відділення загальнотехнічну секцію. З цього часу протягом першої половини 1880-х років зростала кількість заслуханих на загальних зборах відділення доповідей з технічних питань.
1887 року відділення перетворили із спеціального на загальнотехнічне, а 17 лютого 1888 року було затверджено нову інструкцію, що офіційно це закріпила. У складі установи створили три відділи: Цукровий, Фотографічний та Механіко-будівельний. 7 квітня 1894 року відкрився Архітектурний відділ, очолений Володимиром Ніколаєвим, до якого увійшла низка видатних київських архітекторів. На початку XX століття відкрилися ще чотири відділи.

### Цукровий відділ
Першим головою відділу обрано Михайла Толпигіна.
Основним напрямком діяльності відділу став пошук найкращого методу вичавлення соку з цукрового буряку. Таким члени відділу визнали метод дифузії, вперше застосований в Україні графом В. В. Браницьким. Микола Черіковський вивчав форми рафінування цукру. Результати його досліджень справили значний вплив на розвиток цукрової промисловості. Ігнацій Щеньовський та Піонтковський розробили проєкт першої в Україні безперервно діючої центрифуги.

### Фотографічний відділ
Після створення відділу першим його очільником став гістолог Володимир Бец, у 1893—1906 роках його очолював фізик Георгій Де-Метц, з 1906 — фотограф-аматор Микола Петров. Неодмінними членами фотографічного відділу були Влодзімеж Висоцький, Борис Семека та Франц Де-Мезер.
На засіданнях відділу обговорювали питання ролі фотографії у вивченні природничих та технічних наук. Деякі члени відділу відзначилися розробками в галузі фотографії, вагомими для наукової спільноти. М. Соколов представив розробку касети для фотоапарата із записним ящиком, що дозволяла фотографу не відлучатися в темне приміщення для зміни пластинок, а також кращий спосіб обробки бромсрібного та бромалебастрового фотопаперу. Василь Кульженко проводив досліди з питання відображення фотографій на папері при друці, вивчаючи фототипічний та фотоцинкографічний способи відтворення фотографічних зображень, які вважав для друкарства більш економічно вигідними. Влодзімеж Висоцький першим став використовувати платинотипний папір для виконання на ньому фотографічних відбитків, а крім того вивчав роль фотографії у виявленні підроблених документів. Лев Лундт досліджував застосування фотографії до ксилографії.
1893 року члени фотографічного відділу Георгій Де-Метц, Влодзімеж Висоцький та Лев Лундт створили в Києві фотографічну лабораторію.

### Механіко-будівельний відділ
На перших зборах відділу в 1888 році його головою обрали Івана Бернера. 1892 року його замінили на видатного інженера-залізничника Олександра Бородіна, що очолював відділ до 1896 року. У подальшому головами відділу були М. В. Флорин (1897—1898), Максиміліан Філоненко (1898—1899), Костянтин Зворикін (1899—1900), Фелікс Косецький (1900—1902, 1911—1915), А. Ф. Термен (1902—1906) та Артур Абрагамсон (1906—1911).
Більшість членів Механіко-будівельного відділу були інженерами-залізничниками, що працювали на Південно-Західній залізниці. Основні науково-технічні напрацювання відділу стосувалися залізничного транспорту. Антон-Інокентій Холодецький вивчав питання збереження цілісності рейок при дії на них вантажів великої маси, що перевозяться коліями. Людвіг Леві, М. В. Малишевський, М. О. Анічков та інші досліджували властивості шпал у рамках вивчення проблем стійкості залізничних колій. Олександр Бородін, Людвіг Леві та Я. Шотлендер досліджували питання введення в експлуатацію компаунд — нових паровозних котлів, що дозволяли значно економити паливні ресурси. Сергій Карейша та С. А. Штольцман займалися питаннями сигналізації та зв'язку на залізничних коліях.
Значна кількість членів Механіко-будівельного відділу з 1880-х років публікували свої праці в журналі «Инженер», що з 1907 року став офіційним друкованим органом відділу.

## Освітня діяльність
Згідно зі статутом Російського технічного товариства, одним з ключових напрямків його діяльності є просвітницький. Одразу ж після заснування Київського відділення в 1871 році виник задум створити навчальний заклад для підготовки працівників у галузі цукрової промисловості. 1884 року в місті Сміла при цукровому заводі відкрили технічні класи, що згодом перетворилися в Смілянський інститут цукрової промисловості. Довгий час заклад залишався єдиним у своїй сфері в Україні.
1894 року активний член товариства Георгій Де-Метц організував курси з електрики. 1896 року очолюваний ним Фотографічний відділ провів у Києві курси з теоретичної та практичної фотографії, що тривали від 26 лютого до 20 травня. До викладання долучилися голова відділу Де-Метц (фотографічна оптика), члени відділу Лев Лундт (фотографічна хімія), а також Ф. Висоцький, В. Кульженко, Г. Лозовський та Г. Краєвський, що вели практичні заняття.
1897 року Рада Київського відділення розпочала збір на будівництво в Києві політехнічного інституту, що був офіційно відкритий за рік. Крім того, 1901 року відділення створило в Києві школу для десятників дорожньої та будівельної справи з дворічним терміном навчання, яку очолив архітектор Олександр Кобелєв. Всеросійська виставка 1913 року, що відбувалася в Києві, нагородила школу золотою медаллю.
У грудні 1901 року відділення створило в Києві курси для кочегарів, а в грудні 1904 року — для машиністів. Через брак фінансування з боку київських меценатів, на яке сподівалися члени відділення, організатори курсів не змогли найняти кваліфікованих викладачів та придбати належну матеріально-технічну базу. Лекції для кочегарів проводилися двічі на рік (взимку та навесні), а курси для машиністів з часом довелося закрити.
Для заохочення науковців та винахідників Рада Київського відділення Російського технічного товариства заснувала премію імені Петра Алексєєва. За успіхи у навчанні учнів школи для десятників та Смілянських технічних класів нагороджували стипендіями імені В. Константинова, Миколи Чериковського, А. Термена, Миколи Бунге, імператора Олександра II, Михайла Толпигіна та Михайла Васильєва.

## Останні роки
На початку XX століття у складі Київського відділення створено ще чотири відділи: у 1903 році утворено Електротехнічний відділ, у 1914 — відділ теплової техніки та санітарно-технічний відділ, у 1915 — мукомельний.
З початком у 1914 році Першої світової війни Російське технічне товариство та його місцеві відділення усю свою діяльність обернули на підтримку промисловості та армії. За наказом петербурзького товариства всі відділення мали співпрацювати з місцевими організаціями Військово-промислового комітету, яку в Києві очолював Михайло Терещенко. Київське відділення виступило співзасновником Київського комітету військово-технічної допомоги та брало активну участь у його діяльності, зокрема організовувало курси з підготовки робітників технічної, будівельної та залізничної галузей для фронту.
У січні 1917 року Київська міська управа розмістила в будівлі відділення 246-й польовий запасний військовий шпиталь, що утримувався за кошт самого відділення. 15 березня 1917 року під впливом Лютневої революції голова відділення Георгій Де-Метц подав у відставку, проте підписував документи як голова і надалі. У березні — квітні 1918 року за сприяння Київського міського кредитного товариства будівлю реквізували за несплату відділенням кредиту, взятого на зведення будівлі.
За правління в Україні гетьмана Павла Скоропадського влітку 1918 року відділення намагалося відновити свою діяльність. Розроблено нову інструкцію відділення, а на загальних зборах 2 липня головою установи переобрали Георгія Де-Метца. Здійснено невдалу спробу домогтися юридичного скасування реквізиції будівлі відділення, таки вилучену на користь Міністерства торгівлі і промисловості. Однак намагання відновити діяльність не були успішними й не здобули підтримки від держави.
6 квітня 1919 року, вже за радянського врядування, відбулося останнє засідання загальних зборів. За відстуності голови та товариша голови відділення збори провів Олександр Кобелєв. На засіданні прийнято рішення розпустити Київське відділення Російського технічного товариства, внаслідок чого воно припинило своє існування.